# أنطوني سمرز
أنطوني سمرز (بالإنجليزية: Anthony Summers)‏ (و. 1942 – م) هو صحفي، وكاتب، وكاتب سيناريو من جمهورية أيرلندا .

## التعليم
تعلم في جامعة أوكسفورد.

## روابط خارجية
- أنطوني سمرز على موقع IMDb (الإنجليزية)
- أنطوني سمرز على موقع ألو سيني (الفرنسية)
- أنطوني سمرز على موقع قاعدة بيانات الفيلم (الإنجليزية)